# Bécassine du Paraguay
Gallinago paraguaiae
Espèce
Statut de conservation UICN

 LC  : Préoccupation mineure
La Bécassine de Magellan (Gallinago paraguaiae) est une espèce d’oiseaux appartenant à la famille des Scolopacidae.

## Systématique
Lors de la mise à jour 11.1 de la lise de référence de l'Union internationale des ornithologues, il a été décidé de séparer la Bécassine du Paraguay (Gallinago paraguaiae) de la Bécassine de Magellan (Gallinago magellanica). Auparavant, ces deux taxons étaient considérés comme faisant partie d'une seule espèce, la Bécassine de Magellan (Gallinago paraguaiae).

## Distribution
La Bécassine du Paraguay vit en Amérique du Sud de la Colombie jusqu'au Nord de l'Argentine et de l'Uruguay en passant par le plateau des Guyanes, le Brésil et le Paraguay. Elle est également présente à Trinidad et Tobago.